# Козарів (дендропарк)
Коза́рів — дендрологічний парк місцевого значення в Україні. Об'єкт розташований на території Надвінянського району Івано-Франківської області, на південний схід від села Середній Майдан.
Площа 1,6 га. Статус надано згідно з рішенням обласної ради від 17.01.2008 року № 490-18/2008. Перебуває у віданні ДП «Делятинський лісгосп» (Майданське л-во, кв. 20, вид. 13).
Статус надано для збереження дендрологічних культур віком понад 40 років. Зростає модрина європейська, дуб червоний, дуб звичайний, клен-явір, бук лісовий, ялина та інші.